# The Private Life of Helen of Troy
The Private Life of Helen of Troy este un film mut american din 1927 despre Elena din Troia, bazat pe romanul cu același nume scris în 1925 de John Erskine și adaptat pentru ecran de Gerald Duffy. Filmul a fost regizat de Alexander Korda și a avut-o în rolul principal pe María Corda în rolul Elenei, Lewis Stone în rolul lui Menelaus și Ricardo Cortez în rolul lui Paris.

## Distribuție
- María Corda în rolul Elenei
- Lewis Stone în rolul Menelaus
- Ricardo Cortez în rolul Paris
- George Fawcett în rolul Eteoneus
- Alice White în rolul Adraste
- Bill Elliott în rolul Telemah
- Tom O'Brien în rolul Ulise
- Bert Sprotte în rolul Ahile
- Mario Carillo în rolul Ajax
- Charles Puffy în rolul Malapokitoratoreadetos
- George Kotsonaros în rolul Hector
- Emilio Gorgato în rolul Sarpedon
- Constantine Romanoff în rolul Eneas
- Alice Adair în rolul Afroditei
- Helen Fairweather în rolul Atenei